# Рубан, Олег Алексеевич
Олег Алексеевич Рубан (укр. Олег Олексійович Рубан; 5 июня 1997, Штеповка — 2 марта 2023, Ямполь) — украинский военнослужащий, младший сержант, участник российско-украинской войны. Герой Украины (2024, посмертно).

## Биография
Родился в селе Штеповка Лебединского района Сумской области. После окончания Лебединского высшего профессионального училища лесного хозяйства осенью 2017 года вступил в ряды Вооружённых сил Украины. С 13 февраля 2018 года по 22 февраля 2021 года проходил службу в зоне ООС в Донецкой области.
После демобилизации поселился с женой в селе Караваи Полтавской области. С началом полномасштабного вторжения России в Украину 26 февраля 2022 года добровольно вступил в Территориальную оборону Киева, а 18 апреля был зачислен в одну из воинских частей. Служил в 112-й отдельной бригаде территориальной обороны. Участвовал в освобождении Бучи, Ирпеня и Волчанска Харьковской области.
Погиб 2 марта 2023 года в районе населённого пункта Ямполь Донецкой области. У него остались жена Марина Ивановна и маленький сын Егор.
Похоронен в селе Караваи Полтавской области.

## Награды
- Звание «Герой Украины» с удостоением ордена «Золотая Звезда» (15 июля 2024, посмертно) — за личное мужество и героизм, проявленные в защите государственного суверенитета и территориальной целостности Украины, верность военной присяге[1].
- Орден «За мужество» III степени (2023, посмертно) — за личное мужество и самоотверженные действия, проявленные в защите государственного суверенитета и территориальной целостности Украины, верность военной присяге.